# Sphecodes pulsatillae
Sphecodes pulsatillae är en biart som beskrevs av Cockerell 1906. Sphecodes pulsatillae ingår i släktet blodbin, och familjen vägbin. Inga underarter finns listade i Catalogue of Life.